# GSO Villa Cortese
Gruppo Sportivo Oratorio Villa Cortese, a także G.S.O. MC-PietroCarnaghi Villa Cortese, włoski, żeński klub siatkarski powstały w 1978 r. z siedzibą w mieście Villa Cortese. Klub występuje w rozgrywkach włoskiej Serie A1. Drużyna po raz pierwszy do Serie A1 awansowała w 2009 r.
Klub został rozwiązany w 2012 r. W wyniku fuzji z Asystelem Novara powstała drużyna Asystel MC Carnaghi, która reprezentowała obie drużyny w rozgrywkach Serie w sezonie 2012/13.

## Sukcesy
Puchar Włoch:
- 2010[2], 2011

Mistrzostwo Włoch:
- 2010, 2011[3], 2012

## Kadra

### Sezon 2011/2012
| Nr | Imię i nazwisko  | Data ur. | Wzrost | Pozycja               |
| -- | ---------------- | -------- | ------ | --------------------- |
| 1  | Luna Carocci     | 1988     | 174    | libero                |
| 2  | Federica Stufi   | 1988     | 186    | środkowa              |
| 3  | Elena Perinelli  | 1995     | 182    | przyjmująca/atakująca |
| 4  | Lindsey Berg     | 1980     | 173    | rozgrywająca          |
| 6  | Sarah Pavan      | 1986     | 196    | atakująca             |
| 7  | Martina Guiggi   | 1984     | 188    | środkowa              |
| 8  | Áurea Cruz       | 1982     | 182    | przyjmująca           |
| 9  | Lucia Bosetti    | 1989     | 175    | przyjmująca           |
| 10 | Giulia Pincerato | 1987     | 182    | rozgrywająca          |
| 11 | Šárka Barborková | 1985     | 192    | przyjmująca           |
| 14 | Caterina Bosetti | 1994     | 180    | przyjmująca           |
| 15 | Makare Desilets  | 1976     | 188    | środkowa              |
| 17 | Ramona Puerari   | 1983     | 170    | libero                |

### Sezon 2010/2011
| Nr | Imię i nazwisko   | Data ur. | Wzrost | Pozycja      |
| -- | ----------------- | -------- | ------ | ------------ |
| 1  | Sara Anzanello    | 1980     | 193    | środkowa     |
| 2  | Sonia Gioria      | 1978     | 173    | rozgrywająca |
| 4  | Lindsey Berg      | 1980     | 173    | rozgrywająca |
| 5  | Alessia Lanzini   | 1981     | 173    | libero       |
| 7  | Chiara Negrini    | 1979     | 183    | przyjmująca  |
| 8  | Áurea Cruz        | 1982     | 182    | przyjmująca  |
| 9  | Katarína Kováčová | 1981     | 187    | środkowa     |
| 10 | Paola Cardullo    | 1982     | 162    | libero       |
| 11 | Megan Hodge       | 1988     | 191    | przyjmująca  |
| 12 | Taismary Agüero   | 1977     | 177    | atakująca    |
| 13 | Raffaella Calloni | 1983     | 187    | środkowa     |
| 14 | Caterina Bosetti  | 1994     | 180    | przyjmująca  |
| 15 | Marika Bianchini  | 1993     | 178    | przyjmująca  |
| 17 | Giulia Rondon     | 1987     | 189    | rozgrywająca |
| 18 | Katja Jontes      | 1986     | 188    | środkowa     |

### Sezon 2009/2010
| Nr | Imię i nazwisko    | Data ur. | Wzrost | Pozycja      |
| -- | ------------------ | -------- | ------ | ------------ |
| 1  | Sara Anzanello     | 1980     | 193    | środkowa     |
| 4  | Lindsey Berg       | 1980     | 173    | rozgrywająca |
| 5  | Alessia Lanzini    | 1981     | 173    | libero       |
| 6  | Alessandra Pinese  | 1975     | 174    | środkowa     |
| 7  | Michaela Monzoni   | 1984     | 194    | środkowa     |
| 8  | Manuela Secolo     | 1977     | 180    | przyjmująca  |
| 9  | Viviana Ballardini | 1976     | 176    | przyjmująca  |
| 10 | Paola Cardullo     | 1982     | 162    | libero       |
| 11 | Nicoletta Luciani  | 1979     | 185    | środkowa     |
| 12 | Taismary Agüero    | 1977     | 177    | atakująca    |
| 13 | Áurea Cruz         | 1982     | 182    | przyjmująca  |
| 14 | Caterina Bosetti   | 1994     | 180    | przyjmująca  |
| 15 | Vesna Citaković    | 1979     | 187    | środkowa     |